# Televisioni locali della Basilicata
Raiway Puglia-Basilicata  e Tv Digitale sono due dei multiplex della televisione digitale terrestre presenti nel sistema DVB-T italiano.
Raiway Puglia-Basilicata appartiene a Rai Way, società controllata da Rai.
Tv Digitale appartiene a Tv Digitale.
Rv Forniture appartiene a Rv Forniture.

## Copertura
Raiway Puglia-Basilicata è una rete di primo livello disponibile in tutta la Basilicata.
Tv Digitale è una rete di secondo livello disponibile nella provincia di Potenza.
Rv Forniture è una rete di secondo livello disponibile nella provincia di Potenza.
È inoltre ricevibile un multiplex locale pugliese:
Delta Tv  è una rete di secondo livello disponibile nella provincia di Matera.

## Frequenze
Raiway Puglia-Basilicata trasmette sul canale 42 della banda UHF V in tutta la Basilicata.
Tv Digitale trasmette sul canale 29 della banda UHF IV nella provincia di Potenza.
Rv Forniture trasmette sul canale 34 della banda UHF IV nella provincia di Potenza.
Delta Tv trasmette sul canale 32 della banda UHF IV nella provincia di Matera.

## Servizi

### Canali televisivi (Raiway Puglia-Basilicata)
| LCN | Canale                 | Note       |
| --- | ---------------------- | ---------- |
| 10  | TELENORBA              | FTA (HDTV) |
| 11  | RADIO NORBA TELEVISION | FTA (HDTV) |
| 12  | TELEDUE                | FTA (HDTV) |
| 13  | TG NORBA 24            | FTA (HDTV) |
| 14  | ANTENNA SUD            | FTA (HDTV) |
| 15  | TELERAMA               | FTA (HDTV) |
| 16  | TRM H24                | FTA (HDTV) |
| 17  | TELEBARI               | FTA (HDTV) |
| 18  | TELESVEVA              | FTA (HDTV) |
| 19  | Tele Dehon             | FTA (HDTV) |
| 75  | T.R. Padre Pio         | FTA (HDTV) |
| 77  | TELEREGIONE COLOR      | FTA (HDTV) |
| 78  | CANALE 7               | FTA (HDTV) |
| 82  | LA NUOVA TV            | FTA (HDTV) |
| 88  | TELE FOGGIA            | FTA        |
| 99  | FOGGIA TV              | FTA (HDTV) |

### Canali televisivi (Tv Digitale)
| LCN | Canale            | Note       |
| --- | ----------------- | ---------- |
| 76  | Italia2 News 76   | FTA (HDTV) |
| 80  | TVSei 80          | FTA (HDTV) |
| 81  | Telemolise 81     | FTA (HDTV) |
| 83  | Frosinone Channel | FTA        |
| 84  | TeleCentroLazio   | FTA        |
| 85  | Carina TV 85      | FTA        |
| 86  | IdeaTv 86         | FTA        |
| 87  | TRC               | FTA        |
| 89  | RadioCittà 89     | FTA        |
| 95  | MEDIASUD 95       | FTA        |
| 98  | AppenninoTV 98    | FTA        |

### Canali televisivi (Rv Forniture)
| LCN | Canale            | Note       |
| --- | ----------------- | ---------- |
| 76  | Italia2 News 76   | FTA (HDTV) |
| 80  | TVSei 80          | FTA (HDTV) |
| 81  | Telemolise 81     | FTA (HDTV) |
| 83  | Frosinone Channel | FTA        |
| 84  | TeleCentroLazio   | FTA        |
| 85  | Carina TV 85      | FTA        |
| 86  | IdeaTv 86         | FTA        |
| 87  | TRC               | FTA        |
| 89  | RadioCittà 89     | FTA        |
| 95  | MEDIASUD 95       | FTA        |
| 98  | AppenninoTV 98    | FTA        |